# Mount Dort
Der Mount Dort ist ein 2250 m hoher und auffällig eisfreier Berg in der antarktischen Ross Dependency. Im Königin-Maud-Gebirge ragt er an der Mündung des Cappellari-Gletschers in den Amundsen-Gletscher auf.
Teilnehmer der Byrd Antarctic Expedition (1928–1930) entdeckten und kartierten ihn. Das Advisory Committee on Antarctic Names benannte ihn 1967 nach dem US-amerikanischen Geologen Wakefield Dort Jr. (1923–2023) von der University of Kansas, der von 1965 bis 1966 auf der McMurdo-Station tätig war und im antarktischen Winter 1967 als Austauschwissenschaftler auf der japanischen Shōwa-Station gearbeitet hatte.